# Olidiana tongmaiensis
Olidiana tongmaiensis är en insektsart som beskrevs av Zhang 1994. Olidiana tongmaiensis ingår i släktet Olidiana och familjen dvärgstritar. Inga underarter finns listade i Catalogue of Life.